# Grey Owl
Grey Owl is een Brits-Canadese dramafilm uit 1999 onder regie van Richard Attenborough.

## Verhaal
Archie Grey Owl is een Indiaanse pelsjager. Hij is bekend geworden door zijn krantenartikelen over het ruige leven in de wouden van Canada. Grey Owl reist naar Groot-Brittannië voor de promotie van zijn autobiografie. Daar rakelt een journalist een zwarte periode op uit zijn leven.

## Rolverdeling
| Acteur           | Personage         |
| ---------------- | ----------------- |
| Pierce Brosnan   | Archie Grey Owl   |
| Stewart Bick     | Cyrus Finney      |
| Vlasta Vrana     | Harry Champlin    |
| Annie Galipeau   | Pony              |
| Neil Kroetsch    | Jager             |
| Serge Houde      | Jager             |
| Peter Colvey     | Hotelgast         |
| Nathaniel Arcand | Ned White Bear    |
| Jacques Lussier  | Hoteleigenaar     |
| Lee-Roy Jacobs   | Hotelportier      |
| Jimmy Herman     | Chief Pete Misebi |
| John Dunn-Hill   | Sim Hancock       |
| Graham Greene    | Jim Bernard       |
| Gordon Masten    | Gus Mitchell      |
| Chip Chuipka     | Pelsjager         |